# Thèse de l'externalisation
La thèse de l'externalisation (en allemand : Auslagerungsthese) ou hypothèse de l'externalisation est une approche explicative de la croissance du secteur des services.
Il suppose que, dans le cadre de la production allégée, les secteurs de services individuels, tels que la logistique ou le nettoyage des bâtiments, seront sous-traités à d'autres entreprises. Avant l' externalisation, les services fournis par une entreprise du secteur secondaire étaient considérés comme le secteur secondaire. Après sous-traitance, ils appartiennent cependant au secteur tertiaire dont la part a ainsi augmenté.
La thèse d'interaction (en allemand : Interaktionsthese) ou hypothèse d'innovation (en allemand : Innovationshypothese) offre des explications supplémentaires.

## Sources
- http://www.ibim.de/wigeo/4-3.htm